# Leslie Laing
Leslie Lang, született Leslie Alphonso Laing (Linstead, 1925. február 19. – Clermont, 2021. február 7.) olimpiai bajnok jamaicai futó.

## Pályafutása
Részt vett az 1948-as londoni olimpián, ahol négy versenyszámban indult (100 m, 200 m, 4 × 100 és 4 × 400 váltó). 200 méteres síkfutásban a hatodik helyen végzett.
Az 1952-es helsinki olimpián 4 × 400 m váltóban
Arthur Winttel, Herb McKenley-vel és George Rhodennel aranyérmet nyert. 100 méteres síkfutásban kizárták, 200 méteren az ötödik helyen ért a célba.

## Sikerei, díjai
- Olimpiai játékok – 4 × 400 m váltó
  - aranyérmes: 1952, Helsinki